# Soak It Up
Soak It Up è il secondo EP dei Barnes & Barnes inciso nel 1983.

## Tracce

### Lato A
1. Soak It Up - 3:18
2. Before You Leave (Positive Life) - 4:42

### Lato B
1. Succeed - 3:03
2. Monkey Life - 3:09
3. Objectivity - 3:41